# جان دنیلسن
جان دنیلسن (دانمارکی: John Danielsen؛ زادهٔ ۱۳ ژوئیهٔ ۱۹۳۹) بازیکن فوتبال اهل دانمارک بود.
از باشگاه‌هایی که در آن بازی کرده‌است می‌توان به باشگاه فوتبال کیاسو و باشگاه ورزشی وردر برمن اشاره کرد.
وی همچنین در تیم ملی فوتبال دانمارک بازی کرده‌است.
وی در مسابقات کشوری و بین‌المللی در مجموع برندهٔ ۱ مدال نقره شده‌است.